# ザ・ソース
ザ・ソース（The Source）は、アメリカ合衆国カンザス州カンザスシティに本社を置くオリジナル・フアン・スペシャルティ・フーヅ（Original Juan Specialty Foods）社が発売しているホットソース。商品名ソースの英語スペリングは調味料のソース（sauce）ではなく、源という意味のsource。

## 概要
カプサイシン抽出物のみで作られている。辛さは710万スコヴィルとされ、2002年に発売された当時は世界一辛いソースとされていたが、現在はより辛い商品も発売されている。
このザ・ソースは購入時に以下の規約に同意する必要がある。
1. 21歳以上の購買責任が持てる大人に限る
2. ソースの使用により、身体、臓器に大きな危害が及ぶ可能性があることを覚悟していること
3. このソースを添加剤として使用し、直接飲み込んだり、皮膚につけたりしないこと
4. 知り合いにこのソースを紹介する時、このソースの危険性を良く知らせること
5. このソースの使用による事故、危害を理由に製造元・販売業者を相手に裁判を起こさないこと